# Яровенко, Наталья Николаевна
Наталья Николаевна Яровенко (13 марта 1919, Очаков, Юг России — 16 июня 2000, Таганрог, Россия) — российский педагог, Заслуженный учитель РСФСР, отличник просвещения СССР, директор таганрогской школы № 24 (1947—1975).

## Биография
Родилась 13 марта 1919 года в г. Очаков, в период гражданской войны подконтрольном силам Юга России. Перед Великой Отечественной войной семья Н.Н. Яровенко перебралась в Таганрог. В 1940 году закончила Ростовский педагогический институт.
По окончании института направлена в Таганрог, где в школе № 6 преподавала историю. В 1943 году, сразу после освобождения Таганрога от гитлеровской оккупации, была назначена директором школы № 6.
С 1947 по 1975 год работала директором школы № 24. Неоднократно избиралась депутатом районного и городского Советов депутатов Таганрога.